# Хозяин (Секретные материалы)
«Хозяин» (англ. «The Host») — второй эпизод второго сезона сериала «Секретные материалы», главные герои которого — специальные агенты ФБР Фокс Малдер (Дэвид Духовны) и Дана Скалли (Джиллиан Андерсон) — расследуют сложно поддающиеся научному объяснению преступления.
В данном эпизоде заместитель директора ФБР Уолтер Скиннер отзывает Малдера, переведённого после закрытия «Секретных материалов» в отдел по расследованию беловоротничковых преступлений, и поручает ему новое дело о мёртвом мужчине, обнаруженном в канализации Ньюарка, штат Нью-Джерси. Поначалу Малдер считает дело наказанием за какие-то свои проступки, но по мере расследования обнаруживает человекоподобное создание в системе канализации. Скалли, вызвавшаяся помочь бывшему напарнику, приходит к выводу, что существо пытается воспроизвести себя, используя людей в качестве хозяина-донора. Эпизод принадлежит к типу «монстр недели» и не связан с основной «мифологией сериала», заданной в пилотной серии.
Премьера эпизода состоялась 23 сентября 1994 на телеканале FOX. «Хозяин» получил восторженные отзывы критиков, а главный антагонист эпизода, Человекочервь, обрёл большую популярность в среде поклонников сериала, став одним из наиболее узнаваемых монстров в истории «Секретных материалов».

## Сюжет
На русском транспортном судне, находящемся неподалёку от побережья Нью-Джерси, моряка, пытающегося починить гальюн, какая-то сила затягивает в очистную систему. Его наполовину обглоданное тело находят в канализационном коллекторе Ньюарка несколькими днями позже. Малдер, отправленный на расследование этого дела, навещает в Ньюарке детектива Нормана, который показывает агенту все ещё неопознанный труп. Малдер воспринимает его как наказание за предыдущие поступки и пытается отказаться от дела, но Скиннер запрещает ему это сделать. Той же ночью Малдер разговаривает с бывшей напарницей — Даной Скалли, сообщая ей, что подумывает уйти из ФБР. Он не поддерживает её предложение оформить перевод в Куантико, поскольку уверен, что в ФБР не хотят, чтобы они работали вместе. Скалли предлагает провести аутопсию тела моряка, обнаруживая татуировку с именем на его руке и ленточного червя в полости тела.
В Ньюарке рабочий Крейг едва не тонет в подземной канализации, но напарнику удается его спасти. Пострадавший уверен, что был атакован питоном. Он обращается к врачу, который вызывает Малдера. Крейг жалуется на странный вкус во рту, а на его спине обнаруживается пять больших ран в необычной последовательности. Скалли показывает Малдеру червя, обнаруженного ею в теле погибшего, чей рот, хотя и меньшего размера, совпадает с расположением ран на спине Крейга. Малдер получает звонок от неизвестного человека, который утверждает, что является его «другом из ФБР». Той же ночью в душе Крейг выкашливает червя и умирает. Малдер посещает очистные сооружения. В это время рабочий станции обнаруживает в одном из очистных отсеков огромного гуманоида с присоской ленточного червя вместо рта.
В Куантико кто-то подсовывает Скалли под дверь газетную заметку, которая позволяет установить личность погибшего русского моряка. Малдер и Скалли встречаются на очистных сооружениях, осматривая странного червеподобного человека. Скиннер сообщает Малдеру о решении Министерства юстиции подвергнуть существо психиатрической экспертизе и судить за убийство двух человек, на что Малдер возражает, говоря, что подозреваемый — не является человеком и не может быть подвергнут стандартным юридическим процедурам. Скиннер сообщает Малдеру о смерти Крейга и признает, что это было бы дело «Секретных материалов», если бы отдел всё ещё был открыт.
Той же ночью рабочие помещают обездвиженного человекочервя в фургон федерального маршала, но мутант по дороге освобождается от ремней и, убив водителя, сбегает в районе палаточного лагеря. Там он прячется в мобильном туалете, а на следующий день оказывается в ассенизаторской цистерне. Малдер получает ещё один телефонный звонок от таинственного незнакомца, который предупреждает агента, что успешное расследование этого дела обязательно для возобновления работы отдела «Секретных материалов».
Через ассенизаторскую цистерну человекочервь снова попадает на очистные сооружения, пытаясь выбраться обратно в море. Скалли уверена, что червь, которого она обнаружила в теле погибшего моряка — это личинка, отложенная для воспроизводства. Во время поисков причины переполнения стоковых коллекторов мутант утаскивает под воду одного из сотрудников очистного комбината. Малдер спасает инженера, перекрыв канализационную решетку, которой он разрубает человекочервя пополам. Скалли подводит итоги своего исследования: генетическая структура мутанта показывает, что это человекообразное существо, способное к регенерации и самовоспроизведению как червь. Скалли приходит к выводу, что создание попало к берегам США на российском грузовом судне из Чернобыля, где появилось в радиоактивных сточных водах. Тем временем, где-то в канализационных тоннелях, половина разрубленного человекочервя открывает глаза.

## Производство

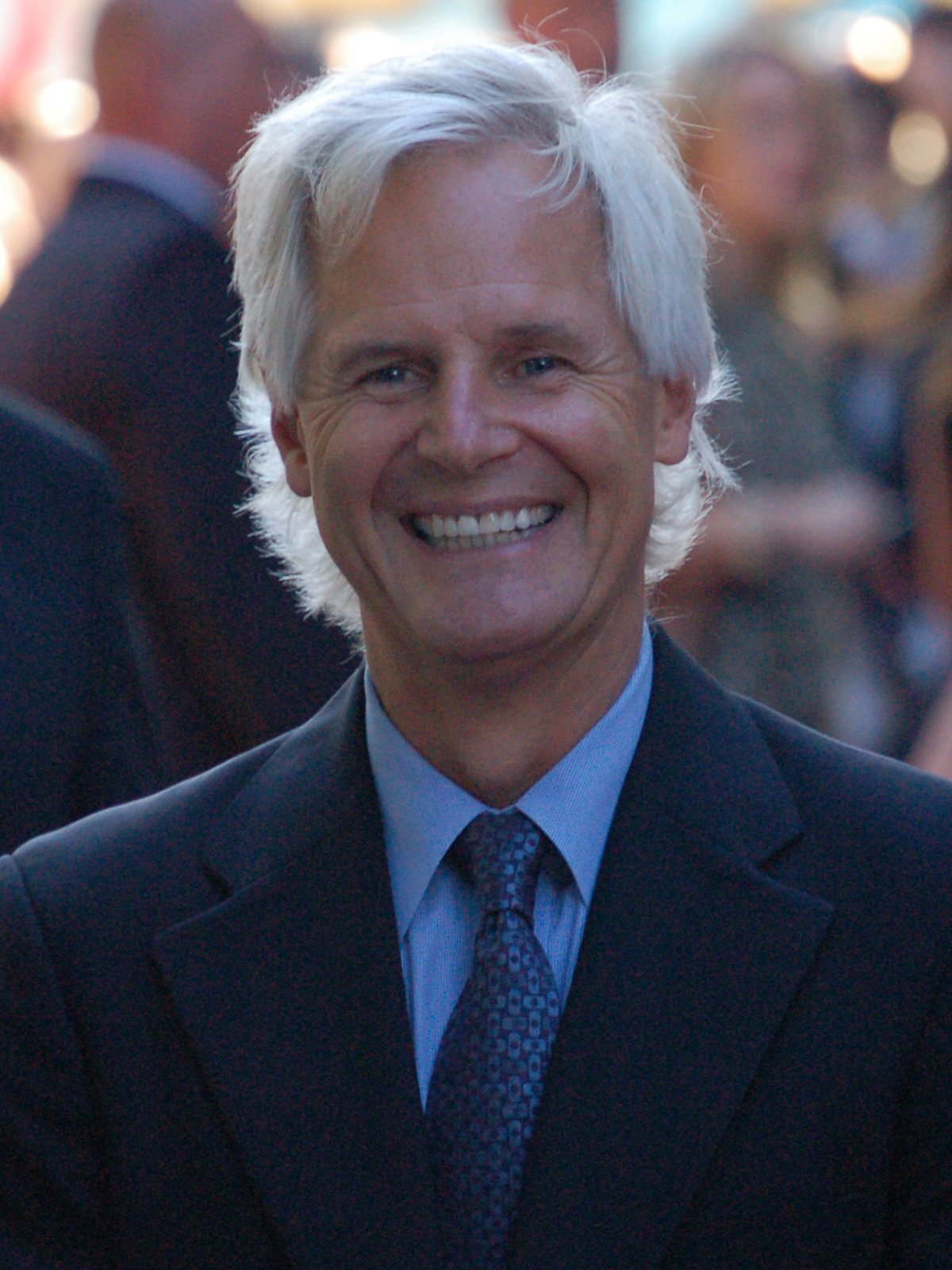
Создатель сериала и автор сценария «Хозяина» Крис Картер

### Сценарий
Крис Картер утверждал, что на написание сценария его вдохновили глисты, обнаруженные у его пса. Кроме того, он читал о Чернобыле и исчезновении некоторых видов животных, и в результате смешения всех трёх идей получилась концепция эпизода. Продюсер Джозеф Патрик Финн отозвался об эпизоде как об отклонении Картера от его обычного курса, так как в серии не было темы пришельцев.
Процесс работы над сценарием Картер описал следующим образом: «Я был в подавленном настроении, когда писал сценарий. Мы возвращались после перерыва [между сезонами], и я пытался найти что-то более интересное, чем просто человекочервь. Я тогда был раздражён и передал своё раздражение Малдеру. В общем, его достало ФБР. Они дали ему, по его мнению, недостойное задание, послав его в другой город за трупом. И вдруг, о чудо! Он обнаруживает, что это дело по всем признакам является „секретным материалом“. Оно было дано ему Скиннером — человеком, которого он никогда не воспринимал как своего союзника. Так что это было интересно, как между ними формируются отношения».

### Съёмки

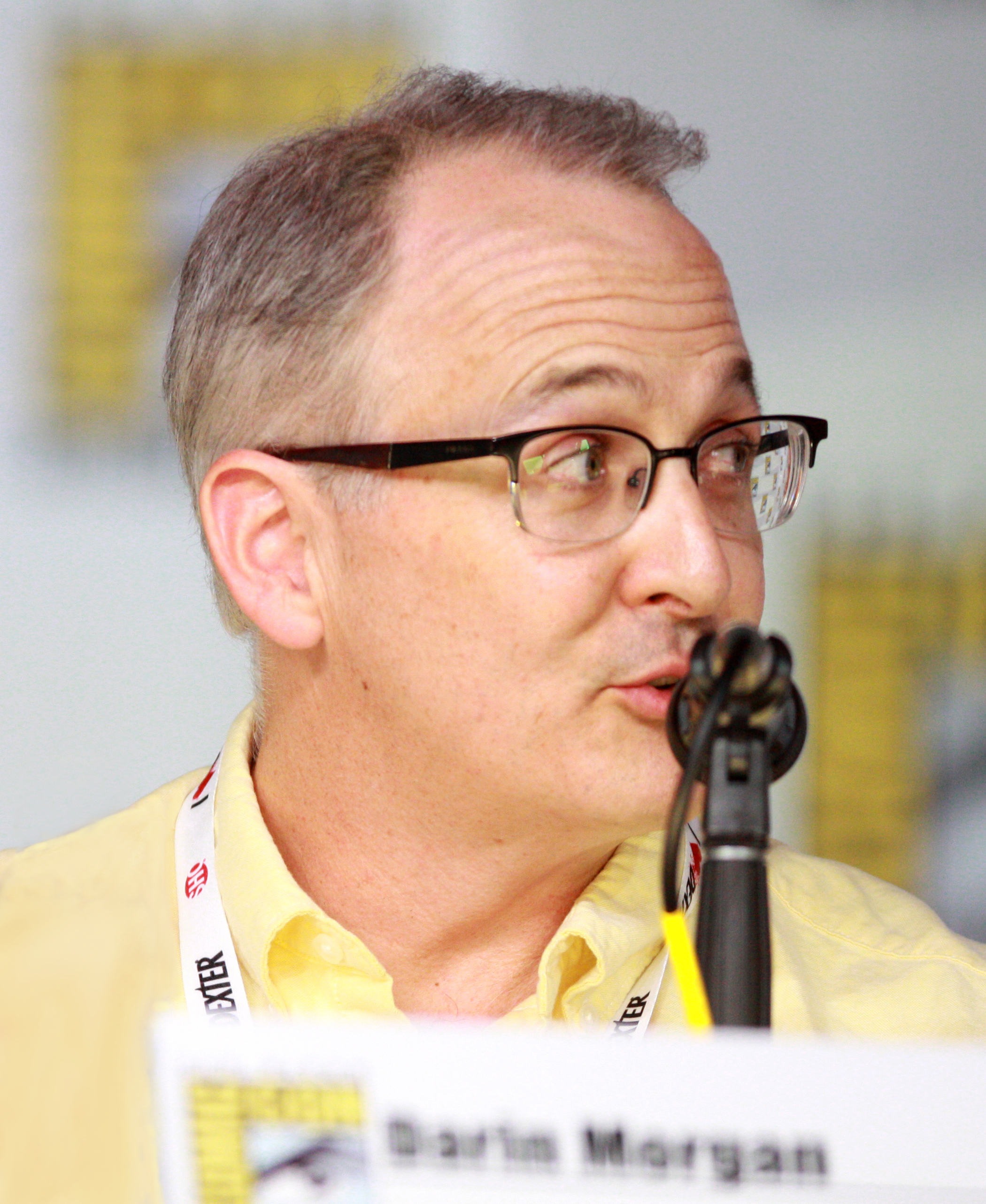
Роль человекочервя исполнил Дэрин Морган, позже присоединившийся к производственному коллективу сериала в качестве сценариста.

Человекочервя (в оригинале на английском: Flukeman или, уменьшительно, Flukey) сыграл Дэрин Морган, брат сценариста и исполнительного продюсера сериала — Глена Моргана. Позже он сам вошёл в число команды сценаристов. Чтобы загримировать актёра в человекочервя и полностью облачить его в костюм, включавший ластообразные конечности, жёлтые контактные линзы и накладные зубы, требовалось около 6 часов. Во время съёмок Моргану приходилось носить этот костюм до 20 часов кряду и справлять естественные потребности прямо внутрь. Он вообще редко появлялся на съёмочной площадке без полной экипировки, поэтому когда он стал сценаристом сериала, актёр Дэвид Духовны не признал бывшего коллегу по съемочному процессу, хотя между ними установились вполне дружеские отношения в «костюмированный» период Моргана. Костюм быстро портился в воде, так что художнику по спецэффектам Тоби Линдале приходилось тратить уйму сил, чтобы каждый день восстанавливать его. Из-за того, что костюм не позволял Моргану дышать носом, актёр не мог есть, пока костюм был на нём. Картер впоследствии описал персонажа Моргана как «олицетворение всеобщего чувства уязвимости, понимание того, что в подземном мире канализационных коммуникаций существует нечто, что может укусить вас за не самое изысканное место». Изначально присутствие человекочервя в кадре планировалось значительно ограничить, по сравнению с тем, что было показано в итоге, но некоторые ракурсы и особенности освещения привели к тому, что некоторые части тела всё равно были видны. Тем не менее, мутант появляется в кадре полностью лишь к концу эпизода, что, по мнению Картера, «добавляет жути».
Съёмки сопровождались многочисленными затруднениями, в особенности, когда дело касалось подходящих для процесса мест. Для съёмок первых сцен на русском торговом судне ни один из кораблей не был доступен, и под машинное отделение приспособили гидростанцию в Суррее (Британская Колумбия). Для этого пришлось искусственно «состарить» оборудование при помощи краски, чтобы придать ему вид потрёпанной техники видавшего виды судна. Сцены на очистных сооружениях снимались на комбинате по очистке сточных вод острова Иона (в Канаде). Некоторые сцены в канализационных коллекторах снимались в павильоне: в качестве консультанта Крис Картер привлёк своего отца, работавшего некогда строителем.
Кроме того, поскольку беременность Джиллиан Андерсон становилась всё более заметной, продюсеры начали снимать сцены с ней таким образом, чтобы было больше «нестандартных ракурсов, пальто и сидячих сцен».
Картеру также пришлось бороться с отделом по стандартам вещания телеканала FOX за сцену, где человека тошнит в душе червём. Продюсер сериала Джеймс Вонг назвал эту сцену «самой отвратительной» из всех, что когда-либо попадали в телеэфир.

## Продолжение в комиксах
«Хозяин» получил продолжение в двух частях комиксов под названием «Секретные материалы. 10-й сезон», выпущенных в 2013-м году. По сюжету комиксов, действие которых происходит почти через двадцать лет после событий на телеэкране, человекочервь добрался до Мартас-Винъярд, где размножился, атаковав нескольких посетителей пляжа. В итоге, сам червь и практически всё его потомство были убиты местным шерифом Майклом Симмонсом, который признался Малдеру и Скалли во второй части комикса, что его настоящее имя — Михаил Симонов, и он является военнослужащим Советской армии и членом спецгруппы по ликвидации последствий Чернобыльской катастрофы. Также во второй части комикса говорится, что человекочервь — это советский учёный по имени Григорий, который во время ликвидации последствий аварии на четвёртом энергоблоке ЧАЭС упал в бак с радиоактивной водой и мутировал.

## Эфир и отзывы
«Хозяин» вышел в эфир на телеканале FOX 23 сентября 1994 года. По шкале Нильсена эпизод получил 9,8 балла с 17-процентной долей, это означает, что из всех телевизоров в домохозяйствах США 9,8 процента работали в момент премьеры, и 17 процентов из их числа были настроены на просмотр «Секретных материалов». Количество зрителей, видевших премьеру, оценивается в 9,3 миллиона человек.
Эпизод преимущественно снискал восторженные отзывы критиков. Entertainment Weekly присвоил «Хозяину» на редкость хорошую оценку «А+» (четыре с половиной балла по четырёхбалльной системе), заметив, что «освежающий пример полностью и удовлетворительно разрешившегося эпизода — как идеальное блюдо, хотя вы определённо не захотите ничего съесть во время просмотра». Рецензент издания The A.V. Club, Зак Хэндлен, описал серию как «первый очень, очень мерзкий секретный материал», сказав, что «беспримерное уродство» человекочервя с успехом компенсирует «круговую» природу эпизода, когда существо, спасаясь, опять возвращается в канализацию. Хэндлен также назвал «Хозяина» «достойным продолжением» предыдущего эпизода. Обозреватель из газеты Vancouver Sun назвал «Хозяина» одним из лучших эпизодов шоу, не связанных с «мифологией», сказав, что, «благодаря спецэффектам уровня кино, декорациям, вызывающим клаустрофобию и леденящей кровь теме», данный эпизод поднял планку качества значительно выше не только для «Секретных материалов», но и для телесериалов в целом.
К более отрицательным отзывам относится рецензия Джона Кигана, обозревателя сайта Critical Myth (впоследствии — Voice of Geeks Network). Киган оценил эпизод на 6 баллов из 10, заявив, что «каким бы эпизод ни был замечательным, в некоторых местах он не стыкуется». В частности, Киган выделил отсутствие решительной концовки и объяснения, откуда взялся человекочервь, а также «жёсткое» введение в сюжет «Икса».
Человекочервь стал одним из наиболее узнаваемых и популярных антагонистов «Секретных материалов» в среде поклонников сериала. Джон Мур, обозреватель Den of Geek, включил персонаж в десятку «Лучших плохишей» сериала, отметив, что «идея кусающегося [животного] размером с человека, бегающего по канализации в городе неподалёку и выглядящего как гигантская клыкастая личинка — всегда имела потенциал заставить бегать много желваков [у сидящих] на диване». Зэк Хэндлен из The A.V. Club описал человекочервя как монстра «за пределами мерзости», добавив, что «сам факт его существования настолько отвратителен, что ему самому даже больше ничего не надо делать». Конни Оугл (PopMatters) назвала персонажа лучшим среди «монстров недели», охарактеризовав человекочервя как «нечто вроде „лица компании“ среди злодеев сериала».
В 1997 году сюжет эпизода был адаптирован для новеллы за авторством писателя Леса Мартина. В 2008 году «Хозяин» был выпущен на DVD-диске под названием The X-Files: Revelations (рус. Секретные материалы: откровения), распространявшимся в качестве дополнения к вышедшему в том году полнометражному фильму — «Секретные материалы: Хочу верить». Диск состоит из восьми эпизодов, которые Крис Картер назвал «основополагающими» для полнометражного фильма.